# Federico González Suárez
Federico González Suárez   (Quito, 12 de abril de 1844-Quito, 1 de diciembre de 1917) fue un eclesiástico, político, historiador, catedrático universitario, crítico literario y arqueólogo ecuatoriano.

## Biografía

### Primeros años y educación
Tuvo una infancia difícil puesto que su papá enfermó de lepra y tuvo que dejar a su mamá y a Federico, quien también era propenso a las enfermedades. Estudió con becas y siempre sintió curiosidad por la historia. Cuando era adolescente empezó a leer los libros de Juan de Velasco y Garcilaso de la Vega, momento en que empezaría a desarrollar su amor por la historia. Empezó a estudiar en 1862 en el seminario. 
Durante la primera etapa de su carrera se dedicaría a la literatura, publicando La Poesía en América en 1871. Poco después complementaría su obra con Estudio sobre Virgilio y el Estudio de la Poesía épica cristiana. Formó parte del “Liceo de la Juventud” que dirigía Julio Matovelle donde se formaron varios poetas religiosos con una devoción especial a la Virgen María. Publicaría "La Belleza literaria de la Biblia" y haría un estudio sobre Jaime Balmes, al que admiraba mucho.
Perteneció por cerca de diez años a la Compañía de Jesús, que abandonó finalmente en 1872, cuando contaba con 28 años de edad y aún no había sido nombrado presbítero. González Suárez se trasladó entonces a Cuenca, donde recibió las órdenes sacerdotales, y vivió allí once años, hasta 1883. Desde aquella época comenzó a figurar en la vida pública nacional como hombre prestigioso por su saber, inteligencia, pluma y verbo oratorio. Por esa época ya era notable por su gran talento y habilidad política, condiciones que le permitirían alcanzar las más altas posiciones dentro de la Iglesia, y ejercer su poderosa influencia en la política y el Estado. En esta época pronuncia su famoso y polémica Oración Fúnebre sobre la muerte de García Moreno que causó gran polémica en la ciudad, debido a que no formaba parte del partido conservador.
En 1878 fue elegido diputado por la provincia del Azuay a la Convención de Ambato. En septiembre de ese año publicó en Quito su primera obra arqueológica titulada “Estudios históricos sobre los cañaris, antiguos habitantes de la Provincia del Azuay". Más tarde, en 1883 se estableció nuevamente en Quito donde combatió a la dictadura instaurada por el general Ignacio de Veintemilla, y al tiempo que intervenía en la política su figura se fue haciendo muy respetada y temida por su intransigencia moral. Como parte de la oposución publicó su famosa colección de artículos titulado “Opúsculos de polémica religiosa”.

### Viaje a España y publicación de la Historia General
El arzobispo Ordóñez y González Suárez eran amigos cercanos y viajaron juntos a las Antillas, Francia, Suiza, Italia y España. Sería en el último país donde viviría dos años y profundizaría sus conocimientos históricos en los Archivos de Simancas y Alcalá de Henares. También estudiaría en el archivo de la Real Academia de la Historia, en el Depósito Hidrográfico, en la biblioteca del Real Palacio. Especialmente dedicaría parte de su estadía ahí a investigar en la Biblioteca Nacional de Madrid varios códices y en el Archivo de Indias de Sevilla más documentos. Conoció a personas importantes de esa época como Marcelino Menéndez y Pelayo el historiador chileno José Toribio Medina, con americanistas como Marco Jiménez de la Espada y Justo Zaragoza. También conocería al escritor Cesáreo Fernández Duro. Al regreso viajaría por Brasil, Chile y Perú, regresando a Ecuador en 1887. En esta época publica la “Memoria Histórica sobre Mutis y la Expedición Botánica en Bogotá” y comienza una etapa fértil en su carrera. Dos años después escribió “Refutaciones Históricas”, en 1890 su “Ensayo sobre Lacordaire”, al año siguiente publica la “Historia General del Ecuador” con el atlas arqueológico y terminaría con su ensayo “La imprenta en el Ecuador durante el tiempo de la colonia”. Esto despertó la polémica con otros historiadores y se publicó “La Veracidad del Sr. Dr. Federico González Suárez en orden a ciertos hechos referidos en el Tomo IV de su Historia General”, por parte de Pablo Herrera.

### Rol durante el laicismo

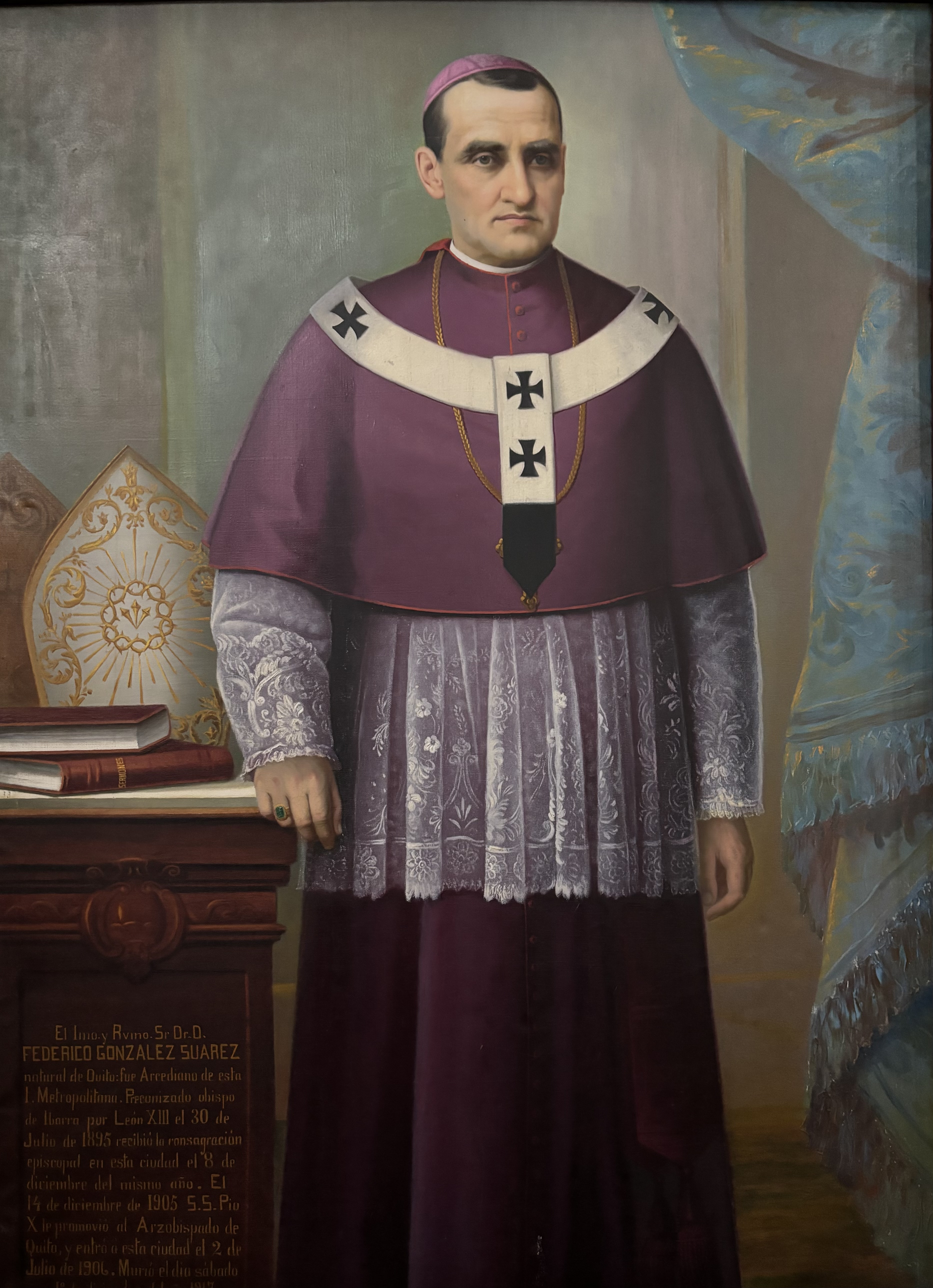
Retrato en la Catedral Metropolitana de Quito.

A él se debe la despolitización del clero ecuatoriano, históricamente unido al Partido Conservador Ecuatoriano; sin embargo, se mantuvo firme en las doctrinas de sus antecesores oponiéndose a las leyes que creía iban en contra de la Iglesia, como las del matrimonio civil, el registro civil, la libertad de cultos, el divorcio y el laicismo estatal, y en educación. "El retrato moral" y físico del gran Arzobispo lo muestra de "estatura pequeña, cabeza bien formada, cabello entrecano, frente alta y limpia donde brillaba la centella del genio, espesas y arqueadas cejas, el mirar melancólico y penetrante, la nariz larga y algo extendidos los labios al terminar en su parte inferior, las mejillas blancas, sonrosadas y salientes; la boca grande y gruesos labios, el andar lento y mesurado. Tranquilo y apacible en el trato familiar y cuando estaba de buen humor, serio y severo en el ejercicio del ministerio sacerdotal. De temperamento nervioso y sensible, al contemplar su rostro bien a las claras se veía que un sentimiento de tristeza profunda dominaba su alma noble y generosa. Sus modales decorosos y dignos inspiraban respeto y aún veneración. Tenaz en sus propósitos y firme en sus resoluciones, nunca le faltó el valor para llevar a cabo empresas de trascendental importancia. Solía decir que el honor era el premio a la virtud. Sirvió de puente y evitó el abismo entre dos mundos, el decimonónico que él clausuró y el siglo XX que inauguró con su influyente personalidad de sabio y sacerdote. Al recibir a cualquier persona levantaba la cabeza y el pecho para mirarla de frente, gesto que le daba un aire señoril y regio, como de quien no se intimida ante nadie y que infundía respeto y algo de turbación en cuantos se le acercaban, sobre todo la primera vez. De índole comunicativa, gustaba de la conversación y de las tertulias de amigos, deleitándolos con las anécdotas que refería con gran franqueza y cierto gracejo.

Durante esta época asistió como senador al Congreso de 1892; el 14 de diciembre de 1894, pese a las duras críticas en su contra, el papa León XIII lo escogió para ocupar el obispado de Riobamba, y luego como Obispo de Ibarra 1895 a 1905. En 1906, Pío X lo nombró Arzobispo de Quito, lugar desde el que dirigió la iglesia ecuatoriana hasta su muerte.

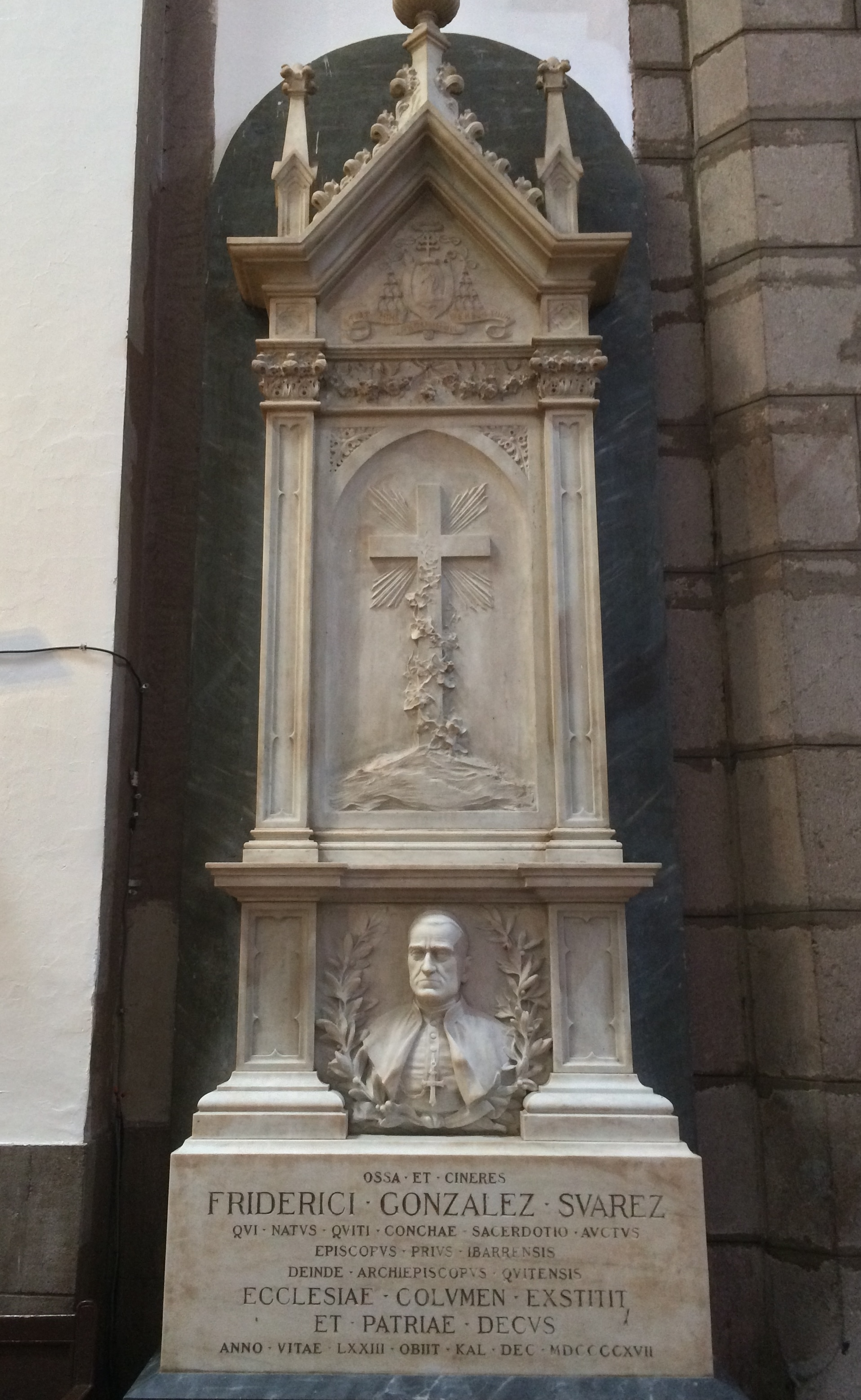
Cenotafio en memoria de González Suárez en la Catedral Metropolitana de Quito.

Murió el 1 de diciembre de 1917, en Quito. Siendo sepultado en la Catedral Metropolitana de esa ciudad.

### Nacimiento de la arqueología y de la Academia Nacional de Historia
Con el cambio de siglo empezarían nuevas excavaciones arqueológicas y fruto de ello, en 1902 y 1903 publicó en los Anales de la Universidad Central su obra “Los aborígenes del Carchi e imbabura”. Años más tarde publicaría su ensayo metodológico titulado “Advertencias para buscar, coleccionar y clasificar objetos arqueológicos pertenecientes a los indígenas, antiguos pobladores del territorio ecuatoriano” y en 1915 escribiría sus “Notas Arqueológicas.” Sus investigaciones las realizó con Jacinto Jijón y Caamaño, a quien conoció cuando era niño y guio dentro de su carrera como arqueólogo. Además lo puso en contacto con Paul Rivet, quien había llegado como parte de la Segunda Misión Geodésica Francesa. Además, durante esta época, en 1909 fundó la Sociedad Ecuatoriana de Estudios Históricos Americanos, que en 1920 se transformaría en la Academia Nacional de Historia de Ecuador.

### Trabajo sobre la poesía, la épica y la belleza
Como crítico literario, González Suárez escribió ensayos donde definía el carácter que debía tener la poesía en Ecuador. A su juicio debía tener tres características:
He aquí, pues, si no me engaño, las tres cualidades que debe tener la poesía americana: religiosidad, patriotismo y originalidad; cualidades que, no siendo únicas ni exclusivas, pero sí principales, contribuirán, según mi modo de ver, a formar una literatura nacional y americana.
Consideraba que los antiguos dejaban que los poetas formen religiones, mientras que los modernos, a partir del cristianismo, las religiones forman a los poetas. Como ejemplo citaba a grandes autores de la literatura occidental como Dante, Tasso, Milton, Racine, Chateaubriand, Manzoni. Sobre eso además, desarrollaría un estudio titulado "Estudio de la Poesía Épica Cristiana", enfocándose en Hojeda, Milton y Dante. Dentro de sus reflexiones, afirmaba por ejemplo que el Lucifer de la Cristiada es más verosímil que el del Paraíso perdido.
Consideraba además que para Europa, la Edad Media es el origen de inspiración poética por todos los grandes autores que allí se encuentran, sin embargo, en América no podemos imitar eso por la lejanía de ese periodo. Por esta razón debíamos estudiar la época colonial, a la que el consideraba la Edad Media de Ecuador. Como ejemplo citaba "Inami" y "El campanario", de Chile. Por último como impulso a la originalidad citaba a la gran influencia de autores como Hermosilla, Blair y Zárate.
Además, cita a la Virgen del Sol de Juan León Mera y el Canto a Bolívar de José Joaquín de Olmedo como ejemplos a seguir dentro de la literatura ecuatoriana. También destacaría la poesía romántica de Julio Zaldumbide y los ensayos de Juan Montalvo.

Por otro lado, en sus reflexiones acerca de la belleza podemos encontrar el desarrollo de una teoría estética. Para González Suárez, la belleza es un fenómeno que depende de los sentidos, específicamente afirmaba:
Dos sentidos, el de la vista y el del tacto, son los que nos ponen en relación inmediata con las cosas materiales criadas; pero la percepción de la belleza nos viene sólo por medio de la vista, y este sentido es el único que basta para trasmitirnos la sensación de lo bello en el mundo material; la vista de los objetos hermosos nos recrea y solaza, y, en ciertas ocasiones, hasta nos consuela, fortalece y vivifica

### Defensa de Ecuador
En 1910, ante el inminente enfrentamiento bélico entre Ecuador y Perú, manifestó lo siguiente:

“Si ha llegado la hora de que el Ecuador desaparezca, que desaparezca, pero no enredado en los hilos de la diplomacia, sino en los campos del honor, al aire libre y con el arma al brazo. No lo arrastrará a la guerra la codicia, sino el honor”.

## Obras

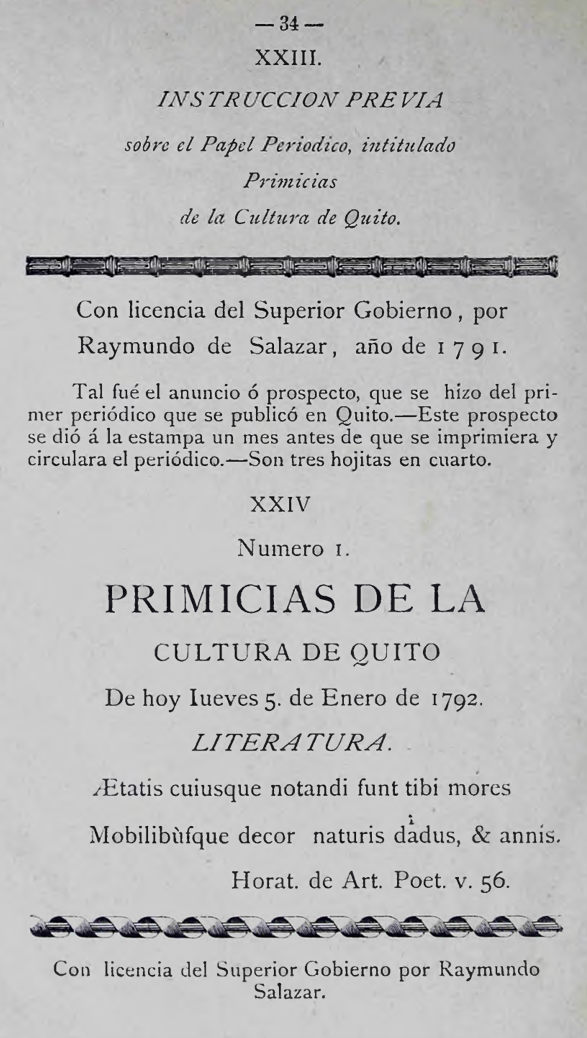
Impresión de Primicias de la Cultura de Quito, periódico de Eugenio Espejo con la primera imprenta disponible durante la Real Audiencia de Quito, estudiado por González Suárez en "La imprenta en el Ecuador"

Escribió Hermosura de la naturaleza y el sentimiento estético de ella, un compendio de sus estudios literarios que sería editada más tarde en Madrid (1908), un Atlas arqueológico (1892) y el libro Historia General de la República del Ecuador, donde expone el desarrollo histórico del ser humano en territorio ecuatoriano desde la era precolombina hasta la independencia. Esta obra está compuesta por siete tomos que aparecieron tras su regreso de Europa, entre 1890 y 1903, en el que se publicaron los tres últimos volúmenes. Para su realización tomó como referencia las obras de Juan de Velasco, Historia del Reino de Quito y los libros de Pedro Fermín Cevallos, enriqueciendo el trabajo con una labor reinterpretativa, para la cual consultó numerosos documentos en los archivos nacionales y en los de Sevilla, Alcalá de Henares y Simancas.Su obra abarca la historia, arqueología, literatura, religión y política. Algunas de sus publicaciones entre grandes libros, ensayos, estudios literarios y opúsculos incluyen:

### Historia
- Historia General del Ecuador[7][8][9][10]
- Historia eclesiástica del Ecuador desde los tiempos de la conquista hasta nuestros días[11]
- Memoria histórica sobre Mutis y la expedición botánica de Bogotá en el siglo pasado (1782-1808)
- Refutaciones Históricas
- Estudios históricos sobre los cañaris[12]
- La imprenta en el Ecuador durante el tiempo de la colonia
- Defensa de mi criterio histórico
- Los aborígenes del Carchi e Imbabura

### Arqueología
- Atlas Arqueológico
- Notas Arqueológicas
- Bronces
- Advertencias para buscar, coleccionar y clasificar objetos arqueológicos pertenecientes a los indígenas, antiguos pobladores del territorio ecuatoriano.

### Literatura, crítica y oratoria
- Hermosura de la naturaleza y el sentimiento estético de ella

- Estudio sobre Virgilio
- Estudio de la Poesía épica cristiana
- Belleza Literaria de la Biblia
- Estudios Literarios
- Obras Oratorias (discursos)

### Ensayos seculares y religiosos
- Observaciones sobre el poder temporal del Papa
- Ensayo sobre Lacordaire
- Opúsculos de polémica religiosa
- Exposiciones en defensa de los principios católicos

- Memorias intimas
- Cuestiones Palpitantes
- Opúsculos: “Miscelánea”, “Nueva Miscelánea” y “Miscelánea Religiosa”

## Legado

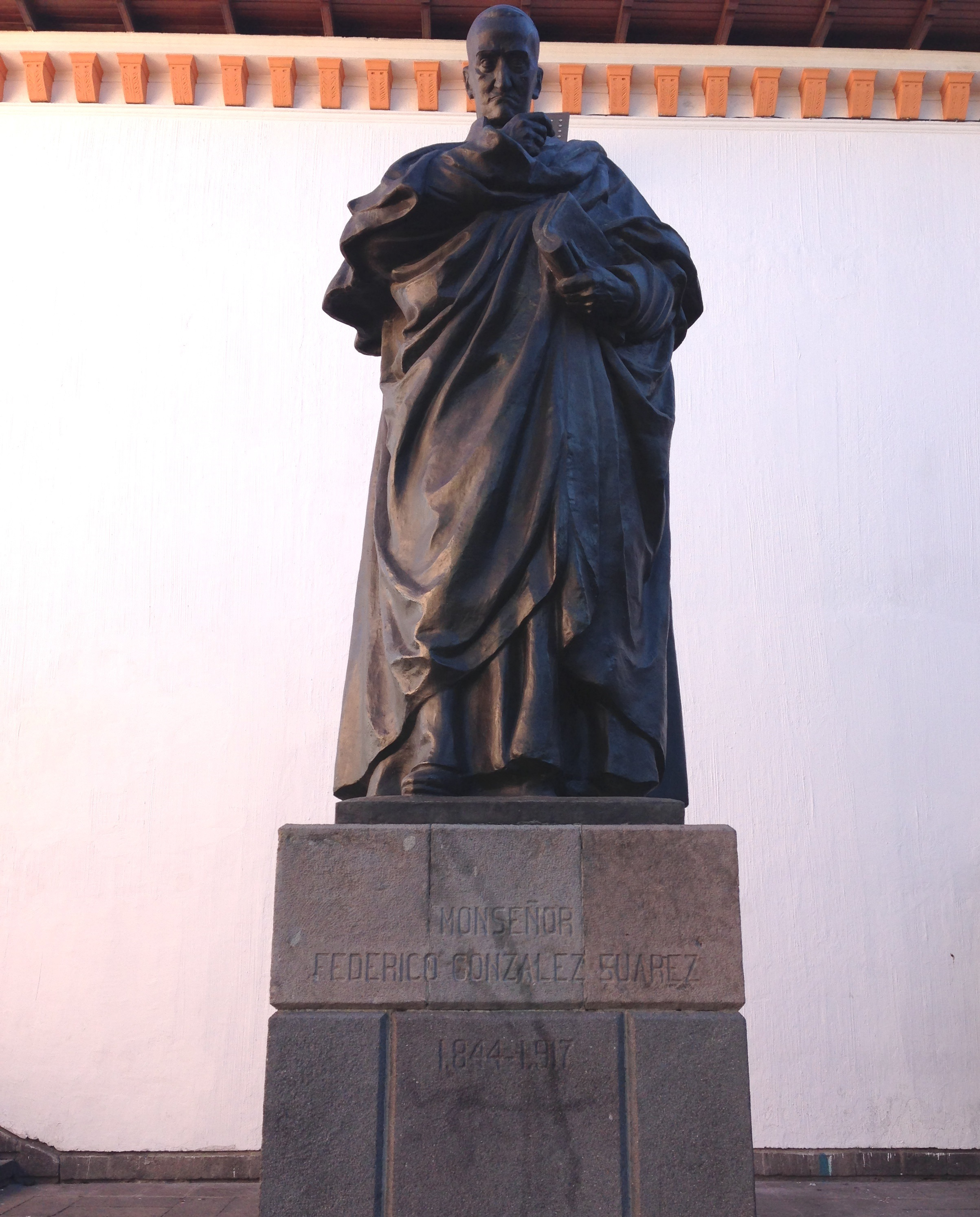
Monumento a González Suárez en la Plaza Chica, del Centro Histórico de Quito.

Su Historia General fue la primera obra que englobó todo el desarrollo de Ecuador desde sus orígenes y fue el libro de referencia hasta haber sido finalmente reemplazado casi un siglo después por la Nueva Historia del Ecuador, un esfuerzo que demandó el trabajo de varias personas, liderado por Enrique Ayala Mora.
Por un lado, con el nacimiento de la arqueología contribuyó al desarrollo de la historia en el periodo preincaico, y por otro, gracias a su formación como sacerdote y conocimiento del latín pudo desarrollar la historia durante la época de la Real Audiencia de Quito, lo cual le dio la base para publicar un libro que es considerado como uno de los clásicos de Ecuador.
A través de los trabajos arqueológicos e históricos, Jacinto Jijón y Caamaño, su discípulo, publicaría el famoso ensayo "El examen crítico de la veracidad de la historia del Reino de Quito" que desataría un debate con Pío Jaramillo Alvarado sobre el legado de la obra de Juan de Velasco. La posición de González Suárez al respecto era escéptica, Caamaño negaba, mientras que Jaramillo defendía el famoso libro titulado "Historia del Reino de Quito.
El estilo de su Historia General tiende a ser crítico en los hechos desarrollados durante el periodo colonial, consolidando una visión contraria a España que se había venido desarrollando durante el siglo XIX. Este hecho, su relación con el partido conservador y su rol durante el laicismo fue destacado por Benjamín Carrión en su famoso ensayo, Cartas al Ecuador.
Además de su trabajo en la arqueología, historia y política, también realizó contribuciones a la literatura como poeta y crítico. Su libro la Belleza Literaria de la Biblia es un importante estudio que toma en cuenta los géneros literarios, antes que los criterios teológicos. Analizó por separado los libros en prosa, los poéticos y trazó comparaciones literarias donde muestra su erudición y profundidad, con una tesis en mente: probar la superioridad de la Biblia frente a los libros clásicos paganos. Esto complementaba su estudio inicial sobre la obra de Virgilio. Tema que continuará Aurelio Espinosa Pólit con la traducción al castellano de toda su obra, en el siglo XX.
Siguiendo la misma línea desarrolló un estudio sobre "La poesía épica Cristiana" donde analiza La Cristíada de Diego de Hojeda, el Paraíso Perdido de Milton y la Divina Comedia de Dante. Este libro es un gran antecedente a la obra de José Rumazo titulada Parusía.
Como parte del proyecto Biblioteca Ecuatoriana Mínima impulsado por Espinosa Pólit, se dedicó un tomo exclusivamente a González Suárez en el que se analiza su obra histórica, arqueológica, política y literaria, con un estudio de su vida por Carlos Manuel Larrea.